# Frente Nacional del Pueblo
Het Frente Nacional del Pueblo (Nederlands: Nationaal Volksfront, FRENAP) was een coalitie van linkse en centrumlinkse partijen in Chili die bestond tussen 1951 en 1956. In 1952 ondersteunde het FRENAP de kandidatuur voor het presidentschap van Salvador Allende.
De voornaamste component van het FRENAP was de Partido Socialista (Socialistische Partij). Het volksfront werd ook ondersteund door de illegale Partido Comunista (Communistische Partij), hoewel een deel van de communisten in 1952 de kandidatuur van Carlos Ibáñez del Campo steunde. Toen Ibáñez tot president werd gekozen maakte hij het verbod op de communistische partij ongedaan. 
In 1956 werd het FRENAP vervangen door het Frente de Acción Popular (Front van de Volksactie).